# Vlag van Azuay

Vlag van Azuay

De vlag van Azuay bestaat uit twee horizontale banden in de kleurencombinatie rood-geel. De vlag lijkt sterk op de vlag van de Ecuadoraanse stad Cuenca. De vlag is in gebruik sinds 4 maart 1969.

Vlag van Azuay volgens Smith

Volgens Spectrum Vlaggenboek meldt dat de vlag bestaat uit twee horizontale banden in de kleurencombinatie wit-rood. De vlag lijkt sterk op de vlag van Polen.